# ونسلاس دابایا
ونسلاس دابایا (فرانسوی: Vencelas Dabaya‎؛ زادهٔ ۲۸ آوریل ۱۹۸۱) وزنه‌بردار اهل فرانسه بود.